# Ржев
Ржев (на руски: Ржев) е град в Русия, Тверска област.
Разположен е на бреговете на река Волга. Градът обхваща площ от 56,17 км² и има население от 63,9 хил. души към 2006 г.

## История
За пръв път селището е споменато в грамота през 1019 г. Провъзгласен е за град през 1216 г.
В продължение на 16 мес. през Втората световна война за Ржев се водят ожесточени сражения, струвало на воюващите страни много над 1 млн. човешки живота (според руски източници само загубите на Червената армия са над 2 млн. души). Историците смятат, че битката за Ржев е най-кървавото сражение в историята на човечеството.
Градът е считан от Хитлер за „източната врата“ за ново настъпление към Москва и затова изисква Ржев да бъде задържан на всяка цена. От другата страна Сталин вижда заплахата от германските предмостови укрепления на река Волга и изисква градът да бъде върнат. Това води до непрекъснати, безсмислени, бездарни и почти винаги безуспешни атаки, струващи многохилядни жертви. Към края на 1942 г. предмостовите укрепления на германците са превзети, но градът остава в техни ръце до 1943 г., когато те се изтеглят от него на предварително подготвени позиции.
Според западни и някои руски историци Операция „Марс“ е част от по-грандиозен план за разгром на група армии „Център“. Ставката на Върховното главно командване заделя предварително свежи войски, които, в случай на успех при Ржев, да продължат настъплението към Вязма и Смоленск Съветски и руски историци държат на тезата, че „Марс“ цели само отвличане на вниманието на германското командване от подготовката на операция „Уран“ срещу 6-а армия при Сталинград (виж Битка при Сталинград). Според тях немското разузнаване (отделът „Чуждестранни армии Изток“ на генерал Райнхард Гелен) дори е нарочно информирано от двоен агент на НКВД, че на Ржевско-Сичовския фронт ще се състои офанзива и тя ще започне още на 15 ноември, . Освен от тази дезинформация, германското главно командване (ОКВ) знае от своето въздушно разузнаване за мащабно придвижване на съветски подкрепления към отбранителните линии пред Ржев, Сичовка и Белий. Затова то подготвя група армии „Център“ за отпор, като до началото на ноември я подсилва с дванадесет дивизии и други средства, и е напълно изненадано, когато Червената армия атакува и обкръжава Сталинград на 23 ноември
За общо 17 месеца военни действия (1941-1943) градът е разрушен почти напълно – от 5443 сгради преди войната запазени остават само 297 здания. От около 20 000 жители на града, заварени от окупацията, освобождението посрещат около 150 души.
С указ на президента на Русия на 8 октомври 2007 г. на Ржев е присвоено почетното звание „Град на воинската слава“ (Город воинской славы).

## Икономика
Основният икономически отрасъл на Ржев е машиностроенето.